# Herbita oswaldaria
Herbita oswaldaria är en fjärilsart som beskrevs av Charles Oberthür 1911. Herbita oswaldaria ingår i släktet Herbita och familjen mätare. Inga underarter finns listade i Catalogue of Life.